# Tarzan and the Castaways
Tarzan and the Castaways (in origine The Quest of Tarzan) è una raccolta del 1965 di racconti scritti da Edgar Rice Burroughs e costituisce il ventiquattresimo libro del suo Ciclo di Tarzan.
Oltre al racconto del titolo, questo volume raccoglie anche altre due storie brevi di Tarzan: Tarzan and the Jungle Murders, scritto nel gennaio 1939 e pubblicato per la prima volta sulla rivista Thrilling Adventures nel numero del giugno 1940; e Tarzan and the Champion, scritto nel luglio 1939 e pubblicato per la prima volta sulla rivista Blue Book nel numero dell'aprile del 1940. The Quest of Tarzan, invece, fu iniziato nel novembre 1940 e pubblicato per la prima volta sulla rivista Argosy All-Story Weekly in tre parti, nei numeri del 23 agosto, del 30 agosto e del 6 settembre 1941.
Le tre storie furono raccolte per la prima volta in un unico volume a copertina rigida dalla Canaveral Press nel 1965. Per l'occasione, The Quest of Tarzan cambiò titolo in Tarzan and the Castaways per evitare confusione con il romanzo Tarzan's Quest. La prima edizione a copertina morbida dell'opera è stata a cura della Ballantine Books nel luglio 1965.

## Trame
Tarzan and the Castaways
Tarzan fa naufragio in un'isola dell'Oceano Pacifico abitata dagli eredi dell'antica civiltà Maya.
Tarzan and the Champion
Tarzan, la sua scimmia Nkima e il capo Muviro con i suoi fedeli guerrieri Waziri si confrontano con un premiato combattente statunitense che è giunto in Africa per dare la caccia agli animali selvatici.
Tarzan and the Jungle Murders
Tarzan applica la propria conoscenza della giungla per risolvere un mistero.

## Adattamento a fumetti
Le storie comprese in questo libro sono state adattate nella serie a fumetti di Tarzan edita dalla DC Comics:
- Tarzan and the Castaways nei numeri 240-243, datati agosto-novembre 1975;
- Tarzan and the Jungle Murders nei numeri 245-246, datati gennaio-febbraio 1976;
- Tarzan and the Champion nei numeri 248-249, datati aprile-maggio 1976.

## Copyright
Il copyright per Tarzan and the Castaways è scaduto in Australia, e per questo ora e lì di pubblico dominio. Il testo è disponibile attraverso Progetto Gutenberg.